# Ambasadorowie Chin w Arabii Saudyjskiej
Chińska Republika Ludowa posiada w Królestwie Arabii Saudyjskiej swojego przedstawiciela w randze ambasadora od 1990 roku.
| L.p. | Ambasador    | Okres pełnienia funkcji       |
| ---- | ------------ | ----------------------------- |
| 1.   | Sun Bigan    | wrzesień 1990 – grudzień 1993 |
| 2.   | Zheng Dayong | kwiecień 1994 – maj 1997      |
| 3.   | Yu Xingzhi   | sierpień 1997 – kwiecień 2000 |
| 4.   | Wu Sike      | sierpień 2000 – czerwiec 2003 |
| 5.   | Wu Chunhua   | od sierpnia 2003              |